# Die Elenden sollen essen
Die Elenden sollen essen (in tedesco, "I poveri devono mangiare") BWV 75 è una cantata di Johann Sebastian Bach.

## Storia
La cantata Die Elenden sollen essen venne composta da Bach a Lipsia nel 1723 e fu eseguita il 30 maggio dello stesso anno in occasione della prima domenica dopo la Trinità. Il libretto è tratto dal salmo 22 per il primo movimento, da Samuel Rodigast per il settimo ed il quattordicesimo e da testi di autori anonimi per i rimanenti.
Il tema musicale deriva dall'inno Was Gott tut, das ist wohlgetan del 1674 di Severus Gastorius, basato su un inno omonimo del 1659 di Werner Fabricius.

## Struttura
La cantata è composta per soprano solista, contralto solista, tenore solista, basso solista, coro, tromba, oboe I e II, oboe d'amore, fagotto, violino I e II, viola e basso continuo ed è suddivisa in quattordici movimenti:
1. Coro: Die Elenden sollen essen, per tutti.
2. Recitativo: Was hilft des Purpurs Majestät, per basso, archi e continuo.
3. Aria: Mein Jesus soll mein alles sein, per tenore, oboe, archi e continuo.
4. Recitativo: Gott stürzet und erhöhet, per tenore e continuo.
5. Aria: Ich nehme mein Leiden mit Freuden auf mich, per soprano, oboe d'amore e continuo.
6. Recitativo: Indes schenkt Gott ein gut Gewissen, per soprano e continuo.
7. Coro: Was Gott tut, das ist wohlgetan, per tutti.
8. Sinfonia per tromba, archi e continuo.
9. Recitativo: Nur eines kränkt, per contralto, archi e continuo.
10. Aria: Jesus macht mich geistlich reich, per contralto, violino solo e continuo.
11. Recitativo: Wer nur in Jesu bleibt, per basso e continuo.
12. Aria: Mein Herze glaubt und liebt, per basso, tromba, archi e continuo.
13. Recitativo: O Armut, der kein Reichtum gleicht, per tenore e continuo.
14. Corale: Was Gott tut, das ist wohlgetan, per tutti.